# Бериктас (Кербулакский район)
Бериктас (каз. Беріктас, до 2000 г. — Фурманово) — село в Кербулакском районе Жетысуской области Казахстана. Входит в состав Коксуского сельского округа. Код КАТО — 194643200.

## Население
В 1999 году население села составляло 545 человек (283 мужчины и 262 женщины). По данным переписи 2009 года, в селе проживало 413 человек (200 мужчин и 213 женщин).